# Harissa
Harissa er en arabisk ret. Det er en suppe fremstillet af korn, som minder om havregryn. I Irak tilsættes kød til suppen. Suppen kan også tilsættes kartofler eller ærter eller bønner, som kan moses. Haris betyder at mose på arabisk.
I nordafrika er harissa navnet på en tyktflydende chilisauce eller -pasta med, olivenolie, hvidløg, olie, salt og peber samt eventuelt kommenfrø og koriander. Den fremstilles blandt andet i Tunesien og er central i landets køkken. Harissa sælges på tube eller dåse.